# Trần Sâm
Trần Sâm (1918 - 2009) là một Tướng lĩnh Quân đội nhân dân Việt Nam , hàm Thượng tướng , một nhà quản lý khoa học kỹ thuật của Quân đội. Nguyên Thứ trưởng Bộ Quốc phòng Việt Nam kiêm Phó chủ nhiệm Ủy ban kế hoạch nhà nước nay là  Bộ Kế hoạch và Đầu tư, nguyên Phó Tổng Tham mưu trưởng Quân đội nhân dân Việt Nam, nguyên Bộ trưởng Bộ Vật tư, nguyên Chủ nhiệm Tổng cục Hậu cần, chủ nhiệm Tổng cục Kỹ thuật và Tổng cục Kinh tế Quân đội nhân dân Việt Nam, Ông nguyên là Ủy viên Ban Chấp hành Trung ương Đảng Cộng sản Việt Nam khóa IV. Huân chương Hồ Chí Minh

## Tiểu sử
- Thượng tướng Trần Sâm sinh ngày 5/4/1918. Ông quê ở làng Duân Kinh, xã Hải Xuân, huyện Hải Lăng, tỉnh Quảng Trị.
- Tên khai sinh là Trần Hầu
- Bí danh là Trần Bá, Đinh Vu.
- Ông tham gia cách mạng từ năm 1938 và được kết nạp vào Đảng Cộng sản Đông Dương năm 1939.
- Tháng 8/1945, ông tham gia lãnh đạo khởi nghĩa và giành chính quyền ở huyện Hải Lăng, tỉnh Quảng Trị. Tháng 9 năm đó, ông được bầu làm Ủy viên Ủy ban tỉnh Quảng Trị.
- Khi toàn quốc kháng chiến bùng nổ năm 1946, ông gia nhập Vệ quốc đoàn và trưởng thành từ chính trị viên Chi đội Thiện Thuật, đến Trung đoàn trưởng Trung đoàn 101 (Trung đoàn Trần Cao Vân - Trung đoàn chủ lực của Trị Thiên Huế).
- Ngày 18/5/950, ông được cử vào Bộ Tư lệnh Liên khu 4.
- Từ năm 1950 đến 1953, ông là Phó chỉ huy trưởng Phân khu Bình Trị Thiên rồi Tư lệnh kiêm Chính ủy Quân khu 4, Quân đội nhân dân Việt Nam.
- Từ năm 1953 đến năm 1957, ông là Cục trưởng Cục Quân lực thuộc Bộ Tổng Tham mưu.
- Năm 1954, ông là Ủy viên Đảng ủy tiếp quản Thủ đô, là một trong số 11 uỷ viên do ông Trần Quốc Hoàn làm Bí thư.
- Từ năm 1957 đến 1960, ông giữ chức Phó chủ nhiệm Tổng cục Hậu cần, Quân đội nhân dân Việt Nam. Năm 1959 ông được phong quân hàm Thiếu tướng, giữ chức Phó Chủ nhiệm Tổng cục Hậu cần, kiêm Viện trưởng Viện Kỹ thuật Quân sự Việt Nam, Bộ Quốc phòng (từ năm 1960, Viện Kỹ thuật Quân sự trực thuộc Tổng cục Hậu cần - Bộ Quốc phòng được thành lập trên cơ sở Viện Nghiên cứu Quân giới), ông đã được cử làm Viện trưởng đầu tiên, từ năm 1960 đến năm 1963.
- Từ năm 1963 đến năm 1965, ông giữ chức Thứ trưởng Bộ Quốc phòng Việt Nam kiêm Phó Chủ nhiệm Ủy ban Kế hoạch nhà nước, kiêm Chủ nhiệm Tổng cục Hậu cần.
- 2 giai đoạn (1965 -1974 và 1975 -1976), Phó Tổng Tham mưu trưởng Quân đội nhân dân Việt Nam.
- 1974 - 1975, Khi Tổng cục Kỹ thuật mới được thành lập, để đảm bảo cho cuộc Tổng tấn công và nổi dậy xuân 1975, Quân uỷ Trung ương đã phân công ông làm Phó chủ nhiệm Tổng cục Kỹ thuật trong thời gian ngắn, giúp cho Chủ nhiệm tổng cục khi đó là Đinh Đức Thiện.
- 1976 - 1982, Sau khi đất nước hoàn toàn thống nhất, Chính phủ thành lập mới Bộ Vật tư, ông được bổ nhiệm giữ chức Bộ trưởng đầu tiên Bộ Vật tư.
- Từ năm 1982 - 1987, ông bàn giao lại chức Bộ trưởng cho ông Hoàng Đức Nghi và trở lại Bộ Quốc phòng giữ chức thứ trưởng Bộ Quốc phòng kiêm Tổng cục trưởng Tổng cục Xây dựng Kinh tế, hàm Thượng tướng[5]

- Ông là Ủy viên Ban Chấp hành Trung ương Đảng Cộng sản Việt Nam khoá IV (nhiệm kỳ 1976- 1982)
- Đại biểu Quốc hội các khoá III, V, VII
- Ông đã được Nhà nước tặng thưởng Huân chương Hồ Chí Minh và nhiều huân chương khác.
- Thượng tướng Trần Sâm là người quyết định đưa máy tính điện tử vào ứng dụng trong Quân đội và đã đề nghị Nhà nước nhập chiếc máy tính đầu tiên là Minsk-32 cho Quân đội nhân dân Việt Nam[6]
- Ông mất ngày 13 tháng 8 năm 2009[7]

## Lịch sử thụ phong quân hàm
| Quân hàm |             |             |              |  |  |  |  |  |  |  |
| Cấp bậc  | Thiếu tướng | Trung tướng | Thượng tướng |  |  |  |  |  |  |  |
|          |             |             |              |  |  |  |  |  |  |  |

## Phần thưởng cao quý
Ông được Đảng và Nhà nước Việt Nam tặng thưởng:
- Huân chương Hồ Chí Minh.
- 2 Huân chương Quân công hạng nhất.
- 2 Huân chương Chiến công hạng nhất.
- Huân chương Chiến thắng hạng nhất.
- Huân chương Kháng chiến chống Mỹ hạng nhất.
- Huy hiệu 70 năm tuổi Đảng.